# Список умерших в 1223 году
В этой статье представлен список известных людей, умерших в 1223 году.
См. также: Категория:Умершие в 1223 году

## Январь
- 11 января — Каэтани, Альдобрандино — кардинал-дьякон Сант-Эустакьо (1216—1219), кардинал-священник римской церкви Санта-Сузанна (1219—1221), кардинал-епископ Сабины (1221—1223)

## Февраль
- 9 февраля — Бертрандо Савелли[фр.] — кардинал-священник de Ss. Giovanni e Paolo (1216—1223)

## Март
- Хартвиг I фон Хиршберг[нем.] — епископ Айхштета (1195—1223)
- 8 марта — Винцентий Кадлубек — польский летописец, краковский епископ (1207—1217), святой римско-католической церкви.
- 9 марта — Генрих (Анри) II фон Веринген[нем.] — епископ Страсбурга (1202—1223)
- 18 марта — Рауль I де Сьере[фр.] — епископ Эврё (1220—1223)
- 25 марта — Афонсу II Толстый (37) — король Португалии (1212—1223).
- 27 марта — Раймунд Роже де Фуа — граф де Фуа (1188—1223), виконт Нарбонны 1193/1194, участник третьего крестового похода
- 28 марта — Бернхард III фон Оеседе[нем.] — князь-епископ Падерборна (1203—1223)

## Май
- 31 мая
  - Дмитрий Мстиславич — князь Козельский (1216/1219—1223).Погиб в битве на реке Калке
  - Изяслав Ингваревич — князь Дорогобужский (последний известный по имени), погиб в битве на реке Калке
  - Мстислав Святославич — первый князь Козельский (1201—1216/1219), князь Черниговский (1216/1219—1223), погиб в битве на реке Калке
  - Святослав Ингваревич — князь Шумский, погиб в битве на реке Калке[1].
  - Святослав Ярославич — князь Каневский, погиб в битве на реке Калке[2].
  - Святослав Ярославич — князь Яновицкий, погиб в битве на реке Калке
  - Юрий Ярополкович — первый князь Несвижский, погиб в битве на реке Калке
  - Ярослав Юрьевич — князь Неговорский, погиб в битве на реке Калке

## Июнь
- 1 июня:
  - Александр Глебович — князь дубровицкий (1190—1223), родоначальник князей Святополк-Четвертинских Убит монголами после битвы на реке Калке;
  - Андрей Иванович — князь Турово-пинский (1195—1223). Убит монголами после битвы на реке Калке.
- 2 июня — Мстислав Романович Старый — князь Псковский (1179—1195), князь Смоленский (1197—1214), последний князь Белгородский (1206—1207), Великий князь Киевский (1214—1223). Убит монголами после битвы на реке Калке.
- 4 июня — Хью из Бьюли[англ.] — епископ Карлайла (1218—1223), основатель аббатства Бьюли

## Июль
- 3 июля — Митрофан, епископ Русской православной церкви, архиепископ Новгородский и Псковский.
- 7 июля — Ибн Кудама аль-Макдиси — исламский теолог, написавший обобщающие труды ханбалитского права
- 8 июля — Коноэ Мотомити[англ.] — японский государственный деятель, кампаку (1179—1180, 1196—1198), сэссё (1180—1183, 1184—1186, 1198—1202
- 14 июля — Филипп II Август (57) — король Франции (1180—1223).
- 23 июля — Отто из Санкт-Блазиена — немецкий средневековый хронист

## Август
- 31 августа — Генрих Старший, первый герцог Мёдлинга.
- Уильям де Корнхилл[англ.] — епископ Ковентри (1214—1223)

## Сентябрь
- 9 сентября — Симон Апулийский[англ.] — епископ Эксетера (1214—1223).

## Ноябрь
- 2 ноября — Хендрик ван Арденбург, фландрийский монах-бенедиктинец и настоятель Аббатства Святого Бавона в Генте (1212—1223).

## Декабрь
- 5 декабря — Отто I фон Лобдебург[нем.] — епископ Вюрцбурга (1207—1223)

## Дата неизвестна или требует уточнения
- Ада — графиня Голландии (1203—1207).
- Аламанда де Кастелнау[англ.] — трубадурша.
- Гедко Повало[англ.] — епископ Плоцка (1207—1223).
- Георгий IV Лаша — царь Грузии (1213—1223).
- Гиральд Камбрийский — британский историк и церковный писатель (дата смерти предположительна).
- Данила Кобякович — половецкий хан, погиб в сражении с монголами.
- Депольт III, князь Южной Моравии из династии Пржемысловичей.
- Е Ши  — китайский философ, неоконфуцианец, политический деятель, литератор.
- Людмила Польская — герцогиня-консорт Лотарингии (1205—1206), жена Ферри I.
- Маргит Венгерская — императрица-консорт Византии (1185—1295, 1203—1204) как жена Исаак II Ангела, маркиза-консорт Монферрато (1204—1207) и королева-консорт Фессалоникийская (1205—1207), как жена Бонифация I Монферратского.
- Мухали — монгольский полководец, один из ближайших соратников Тэмуджина-Чингис-хана.
- Санчо — граф Прованса (1181—1185), граф Руссильона (1181—1212), граф Сердани (1168—1223).
- Ункэй — японский скульптор школы Кэй.
- Чан Ты Кхань[англ.] — вьетнамский генерал.
- Юрий Кончакович — половецкий хан, погиб в сражении с монголами.